# Wilhelm Wundt
Wilhelm Wundt (Neckerau, 16. kolovoza 1832. – Grossboten kod Leipziga, 31. kolovoza 1920.), njemački filozof i psiholog.

## Profesionalna karijera
Bio je profesor psihologije u Heidelbergu te filozofije u Zürichu i Leipzigu. Godine 1879. osnovao je u Leipzigu prvi institut za eksperimentalnu psihologiju. Bio je enciklopedijski duh koji je izvanredno vladao mnogim područjima znanosti. Važna su njegova istraživanja na području fiziologije i psiholoških osjeta. 
Kao protivnik tzv. čiste psihološke svijesti, pokušao je psihologiju zasnovati na principima empirijskih znanosti, a posebno je isticao značenje volje i osjećaja. U djelu "Psihologija naroda" nastojao je odrediti psihičke specifičnosti pojedinih naroda. Izgradio je pretežno eklektički zasnovanu filozofiju koja nastoji sintetizirati bogate i dragocjene empirijske, eksperimentalne rezultate s tradicijom njemačke idealistički filozofije.   